# Kanton Chartres-Sud-Ouest
Kanton Chartres-Sud-Ouest (francouzsky Canton de Chartres-Sud-Ouest) je francouzský kanton v departementu Eure-et-Loir v regionu Centre-Val de Loire. Tvoří ho 11 obcí.

## Obce kantonu
- Barjouville
- Chartres (jihozápadní část)
- Corancez
- Dammarie
- Fontenay-sur-Eure
- Fresnay-le-Comte
- Luisant
- Mignières
- Morancez
- Thivars
- Ver-lès-Chartres